# Во все тяжкие (5-й сезон)
Премьера пятого и последнего сезона американской телевизионной драмы «Во все тяжкие» состоялась 15 июля 2012 года. Выход новых эпизодов продолжался до 29 сентября 2013 года. Сезон из шестнадцати эпизодов разбит на две части, каждая — по 8 эпизодов. Съёмки прошли в начале 2012 года.

## В ролях

### Основной состав
- Брайан Крэнстон — Уолтер Уайт
- Анна Ганн — Скайлер Уайт
- Аарон Пол — Джесси Пинкман
- Дин Норрис — Хэнк Шрейдер
- Бетси Брандт — Мари Шрейдер
- Ар Джей Митт — Уолтер Уайт-мл.
- Боб Оденкерк — Сол Гудман
- Джонатан Бэнкс — Майк Эрмантраут
- Лора Фрейзер — Лидия Родарт-Куэйл
- Джесси Племонс — Тодд Алкист

### Второстепенный состав
- Стивен Майкл Кесада[англ.] — Стивен Гомес
- Майкл Боуэн — Джек Уэлкер
- Кевин Ранкин — Кенни
- Лавелл Кроуфорд — Хьюэлл Бабино
- Чарльз Бейкер — Тощий Пит
- Билл Бёрр — Патрик Куби
- Луис Феррейра — Деклан
- Крис Фрайхофер — Дэн Уошбергер
- Мэтт Л. Джонс — «Барсук» Мейхью
- Эмили Риос — Андреа Кантильо
- Майк Батайе — Деннис Марковски
- Адам Годли — Эллиотт Шварц
- Джессика Хект — Гретхен Шварц
- Джим Бивер — Лоусон
- Кристофер Казенс[англ.] — Тед Бенеке
- Ларри Хэнкин — Старый Джо
- Кармен Серано[англ.] — Кармен Молина
- Майкл Шамус Уайлз[англ.] — Джордж Меркерт

## Список серий
| № в сериале | № в сезоне | Название                                     | Режиссёр        | Автор сценария      | Дата премьеры    | Зрители в США (млн) |
| Часть 1 |            |                                              |                 |                     |                  |                     |
| --- | ---------- | -------------------------------------------- | --------------- | ------------------- | ---------------- | ------------------- |
| 47 | 1          | «Живи свободным или умри» «Live Free or Die» | Майкл Словис    | Винс Гиллиган       | 15 июля 2012     | 2,93                |
| Хэнк с коллегами из УБН осматривает уничтоженную Уолтером и Джесси лабораторию и обращает внимание на наличие в помещении видеокамер. Позднее Хэнк находит принадлежавший Гусу Фрингу ноутбук, на жёстком диске которого предположительно хранятся записи с камер. Ноутбук отправляют на хорошо охраняемый склад вещественных доказательств, однако Уолтеру, Джесси и Майку удаётся уничтожить улики. |            |                                              |                 |                     |                  |                     |
| 48 | 2          | «Мадригал» «Madrigal»                        | Мишель Макларен | Винс Гиллиган       | 22 июля 2012     | 2,29                |
| Чтобы избежать дачи показаний о своих связях с Гусом Фрингом, в Германии совершает суицид местный бизнесмен, Питер Шулер, один из руководителей концерна Madrigal Electromotive GmbH, в состав которого, в частности, входит сеть ресторанов быстрого питания Los Pollos Hermanos. Лидия Родарт-Куэйл, одна из приближённых Гуса Фринга, встречается с Майком Эрмантраутом и предлагает ему устранить одиннадцать человек, которые так или иначе участвовали в производстве и распространении метамфетамина и поэтому могут дать показания против организации, но тот отказывается это делать, так как уверен в людях, которых сам нанимал на работу. Уолтер и Джесси собираются продолжить изготовление метамфетамина. Они просят Сола Гудмана подыскать в городе подходящее для лаборатории место. Майка вызывают на допрос в УБН, в ходе которого он отрицает свою причастность к преступной деятельности Гуса Фринга. Свидетелей начинает устранять кто-то другой, и Майк понимает, что Лидия решила действовать за его спиной. Майк убивает киллера, затем проникает в дом Лидии и собирается застрелить её тоже. Однако в последний момент меняет решение и предлагает Лидии продолжить сотрудничество по производству синего мета. Майк звонит мистеру Уайту и сообщает ему о своём решении присоединиться к создаваемому им и Джесси новому бизнесу.                                                                                                   |            |                                              |                 |                     |                  |                     |
| 49 | 3          | «Опасные условия» «Hazard Pay»               | Адам Бернштейн  | Питер Гулд          | 29 июля 2012     | 2,20                |
| Уолтер возвращается домой, что не вызывает восторга у его жены. Майк Эрмантраут посещает всех свидетелей, задержанных по делу Гуса Фринга: он просит их воздержаться от дачи показаний и обещает, что каждый из них получит за отсидку солидную компенсацию. Уолтер и Джесси начинают варить метамфетамин в домах, закрытых тентами на период проведения в них дезинсекции. После реализации первой партии мета Майк распределяет прибыль. Уолтер не доволен тем, что львиная часть денег уходит людям Майка, и прямо выражает своё недовольство. |            |                                              |                 |                     |                  |                     |
| 50 | 4          | «Пятьдесят один» «Fifty-One»                 | Райан Джонсон   | Сэм Кэтлин          | 5 августа 2012   | 2,29                |
| Уолтер берёт в лизинг два дорогих автомобиля – для себя и сына. Он признаётся жене, что вернулся к производству метамфетамина, и Скайлер опять начинает беспокоиться о безопасности семьи. Её депрессия в связи с пережитым в последнее время усугубляется и иногда приводит к нервным срывам. Хэнка повышают по службе, он и его коллеги продолжают следствие по делу Гуса Фринга. |            |                                              |                 |                     |                  |                     |
| 51 | 5          | «Мёртвый груз» «Dead Freight»                | Джордж Мастрас  | Джордж Мастрас      | 12 августа 2012  | 2,48                |
| Спецслужбы начинают тщательнее контролировать процессы хранения и транспортировки метиламина, важнейшего ингредиента для изготовления метамфетамина. Поэтому Уолтер, Джесси и Майк, используя полученную от Лидии информацию, разрабатывают дерзкую операцию по похищению огромного объёма метиламина непосредственно из цистерны движущегося железнодорожного состава. В ограблении участвует один из дезинсекторов, Тодд. Операция проходит гладко, в строгом соответствии с планом. Однако в самом конце ограбления появляется нежелательный свидетель – случайно оказавшийся неподалёку подросток. Тодд хладнокровно убивает его выстрелом из пистолета. |            |                                              |                 |                     |                  |                     |
| 52 | 6          | «Выкуп» «Buyout»                             | Колин Бакси     | Дженнифер Хатчисон  | 19 августа 2012  | 2,81                |
| Уолтер, Майк и Джесси эмоционально обсуждают поступок Тодда и приходят к выводу, что всем придётся примириться со случившимся. Состояние Скайлер не улучшается – она пребывает на грани нервного срыва и в разговоре с сестрой едва не выбалтывает той свои секреты. Слежка УБН за Майком становится тотальной – агенты преследуют его повсюду. Майк и Джесси решают выйти из бизнеса. Они предлагают Уолтеру прекратить изготовление метамфетамина, продать украденный метиламин, поделить деньги и разбежаться, но мистер Уайт отказывается. Позднее в доверительном разговоре с Джесси Уолтер признаётся ему, что варить мет стало для него едва ли не смыслом жизни и что он мечтает построить на этом бизнесе целую империю. |            |                                              |                 |                     |                  |                     |
| 53 | 7          | «Произнеси моё имя» «Say My Name»            | Томас Шнауц     | Томас Шнауц         | 26 августа 2012  | 2,98                |
| Уолтер договаривается о сотрудничестве с главарём преступной группировки из Аризоны Декленом, бывшим конкурентом Гуса Фринга на рынке метамфетамина. Деклен берётся обеспечить распространение наркотика вместо выбывшего из бизнеса Майка Эрмантраута. Агенты УБН проводят обыск в жилище Майка, но ничего не находят: он успел уничтожить все улики своей преступной деятельности. Уолтер ещё раз предлагает Джесси продолжить изготовление матамфетамина, однако тот опять решительно отказывается. Тогда мистер Уайт берёт себе нового помощника – Тодда. УБН выходят на Дэна Вошбергера, адвоката, отмывавшего деньги для Майка Эрмантраута. Адвокат даёт показания против своего клиента, и Майку приходится срочно пуститься в бега. Уолтер привозит ему сумку с деньгами и просит назвать имена девяти оставшихся свидетелей по делу Гуса Фринга. Майк отказывается и пытается уехать. Уолтер стреляет в Майка через стекло автомобиля, Майк резко отъезжает к берегу реки и скрывается в кустах. Уолтер его догоняет, но тот уже сидит на последнем издыхании и умирает. |            |                                              |                 |                     |                  |                     |
| 54 | 8          | «Летящий над всем» «Gliding Over All»        | Мишель Макларен | Мойра Уолли-Бекетт  | 2 сентября 2012  | 2,78                |
| Уолтер встречается с Лидией Родарт-Куэйл: он получает от неё список потенциальных свидетелей по делу Гуса Фринга, а кроме того – предложение распространить продажу метамфетамина на территорию Европы. С помощью Джека Уэлкера, дяди Тодда, закоренелого преступника со связями, Уолтер организовывает убийство всех свидетелей, включая Дэна Вошбергера. Производство метамфетамина поставлено на поток, прибыли Уолтера исчисляются миллионами. Скайлер отвозит мужа на арендованный ею склад и показывает ему целую кучу наличных. Она в очередной раз пытается убедить мужа прекратить преступный бизнес. Уолтер привозит Джесси две большие сумки с деньгами, возвращается домой и сообщает жене, что он, наконец, решил завязать. Во время пикника у бассейна в доме Уайтов Хэнк заходит в ванную комнату и обнаруживает там книгу Уолта Уитмена «Листья травы» с написанным от руки посвящением W.W. от G.B. Хэнк вдруг осознаёт, что его свояк, Уолтер Уайт, и является тем самым Хайзенбергом, таинственным производителем синего мета. |            |                                              |                 |                     |                  |                     |
| Часть 2 |            |                                              |                 |                     |                  |                     |
| 55 | 9          | «Кровавые деньги» «Blood Money»              | Брайан Крэнстон | Питер Гулд          | 11 августа 2013  | 5,92                |
| Хэнк сравнивает почерк надписи-посвящения на книге Уолта Уитмена с почерком записей в дневниках Гейла Беттикера и убеждается в справедливости своей первоначальной догадки. Хэнк потрясён этим открытием и с новой энергией возобновляет следствие по делу Гуса Фринга. К мистеру Уайту возвращается рак, он опять проходит курс химиотерапии. Джесси впадает в депрессию, он отказывается от денег, называя их «кровавыми», и не верит, что его бывший напарник тоже вышел из бизнеса. Уолтер замечает пропажу из ванной комнаты книги Уолта Уитмена и в тот же вечер обнаруживает на своём автомобиле «маячок» слежения. На следующее утро Уолтер приезжает к свояку за объяснениями и в ходе откровенного разговора многозначительно советует Хэнку не лезть на рожон. |            |                                              |                 |                     |                  |                     |
| 56 | 10         | «Зарытое» «Buried»                           | Мишель Макларен | Томас Шнауц         | 18 августа 2013  | 4,77                |
| Уолтер пытается предупредить жену, но Хэнк его опережает: он встречается со Скайлер и просит её немедленно дать показания против мужа. Уолтер забирает деньги со склада, отвозит их в пустыню и закапывает там. В разговоре с женой Уолтер выражает готовность сдаться властям при условии, что Скайлер оставит деньги для их детей. Но Скайлер не отвечает ему на это предложение, а, наоборот, указывает на то, что Хэнк всего лишь подозревает его, и предлагает Уолтеру пока затаиться. Лидия Родарт-Куэйл встречается с Декланом и выражает недовольство низким качеством производимого его лабораторией метамфетамина. Деклан отказывается взять в свою лабораторию «варщиком» обучавшегося у мистера Уайта Тодда, поэтому банда Джека Уэлкера убивает Деклана и его людей и берёт производство метамфетамина под свой контроль. |            |                                              |                 |                     |                  |                     |
| 57 | 11         | «Признания» «Confessions»                    | Майкл Словис    | Дженнифер Хатчинсон | 25 августа 2013  | 4,85                |
| Хэнк уже не сомневается, что организатором метамфетаминового бизнеса был его свояк, но не имеет достаточных оснований для задержания Уолтера и выдвижения против него обвинений. Хэнк пытается склонить к даче показаний Джесси, однако тот отказывается сотрудничать с УБН. Уолтер записывает признание в совершении преступления на камеру и передаёт компакт-диск свояку. В своём признании мистер Уайт сообщает, что настоящим организатором наркоимперии был Хэнк, который, используя профессиональные знания и навыки Уолтера, заставлял последнего варить метамфетамин. Хэнк понимает, что теперь у него связаны руки. Уолтер убеждает Джесси уехать подальше, сменить личность и начать новую жизнь. Тот соглашается. В последний момент Джесси становится известно о причастности Уолтера к отравлению Брока, сына Андреа. Это приводит его в ярость: Джесси приезжает к жилищу семейства Уайт, выбивает дверь и поливает весь дом бензином. |            |                                              |                 |                     |                  |                     |
| 58 | 12         | «Бешеный пёс» «Rabid Dog»                    | Сэм Кэтлин      | Сэм Кэтлин          | 1 сентября 2013  | 4,41                |
| Скайлер воспринимает выходку Джесси в качестве прямой угрозы безопасности семьи и требует, чтобы Уолтер избавился от бывшего напарника раз и навсегда. Хэнк опять предлагает Джесси помочь УБН разоблачить мистера Уайта, и на этот раз тот соглашается. Хэнк записывает показания Джесси на видео, прикрепляет к его телу микрофон и отправляет на встречу с мистером Уайтом. Однако в последний момент Джесси меняет решение: он отказывается от встречи, а вместо этого звонит Уолтеру и обещает поквитаться с ним другим способом. Мистер Уайт понимает, что ему не удастся договориться с бывшим напарником по-хорошему, звонит Тодду и сообщает тому, что у него опять есть работа для его дяди. |            |                                              |                 |                     |                  |                     |
| 59 | 13         | «Тохаджилли» «To'hajiilee»                   | Мишель Макларен | Джордж Мастрас      | 8 сентября 2013  | 5,11                |
| Джек Уэлкер соглашается убить Джесси, но в качестве гонорара требует, чтобы мистер Уайт научил Тодда изготавливать высококачественный метамфетамин. Хэнк, его напарник, агент Стив Гомес, и сотрудничающий с ними Джесси хитростью выманивают Уолтера к тому месту в пустыне, где он закопал свои деньги. Когда на мистера Уайта надевают наручники, появляется Джек Уэлкер со своими людьми. Между ними и агентами УБН начинается перестрелка. |            |                                              |                 |                     |                  |                     |
| 60 | 14         | «Озимандия» «Ozymandias»                     | Райан Джонсон   | Мойра Уолли-Бекетт  | 15 сентября 2013 | 6,37                |
| В результате перестрелки никто из банды Уэлкера не пострадал, агент Гомес убит, а Хэнк тяжело ранен. Джек собирается добить его, но Уолтер просит этого не делать – он готов отдать Джеку все свои деньги, 80 миллионов долларов. Хэнк даёт понять, что, если его оставят в живых, он не прекратит преследование преступников, и Джек стреляет Хэнку в голову. Затем бандиты выкапывают бочки с деньгами и забирают их себе, оставив мистеру Уайту только одну из них – с 11 миллионами долларов. Банда Уэлкера покидает место перестрелки. Джесси они увозят с собой – чтобы узнать, что он успел рассказать сотрудникам УБН. Перед расставанием Уолтер сообщает своему бывшему напарнику, что видел смерть Джейн – что он мог спасти её, но не стал делать этого. Мари рассказывает сестре об аресте Уолтера и требует отдать ей все копии записанного ею и её мужем видео с фиктивным компроматом на Хэнка. Мари также требует, чтобы Скайлер рассказала обо всём сыну. Джесси попадает в фактическое рабство: его заковывают в цепи и принуждают варить мет в лаборатории Джека Уэлкера. Скайлер с детьми возвращается домой, где находит лихорадочно собирающего вещи Уолтера. Между супругами происходит тяжёлый разговор, который быстро перерастает в ссору, а затем и в драку. Уолтер-младший вызывает полицию – и мистеру Уайту приходится уехать. Свою полуторагодовалую дочь Холли он поначалу забирает с собой, но позже, одумавшись, возвращает. |            |                                              |                 |                     |                  |                     |
| 61 | 15         | «Гранитный штат» «Granite State»             | Питер Гулд      | Питер Гулд          | 22 сентября 2013 | 6,58                |
| Тодд проникает в дом семьи Уайтов, угрожает Скайлер и требует, чтобы она в своих беседах со следователями не упоминала имени Лидии Родарт-Куэйл. Мистер Уайт обзаводится новым удостоверением личности, переезжает в Нью-Гэмпшир и поселяется в безлюдной горной местности. Уолтер не оставляет намерения расправиться с бандой Джека Уэлкера и вернуть свои деньги. Джесси предпринимает попытку побега из заточения, но люди Уэлкера ловят его. Джесси отказывается работать на банду. Тогда его отвозят к дому Андреа и убивают её на глазах бывшего бойфренда. Уолтер покидает своё уединённое убежище, добирается до ближайшего населённого пункта и звонит сыну. Но Уолтер-младший не желает разговаривать с отцом: он обвиняет мистера Уайта во всех обрушившихся на семью бедах и желает ему смерти. |            |                                              |                 |                     |                  |                     |
| 62 | 16         | «Фелина» «Felina»                            | Винс Гиллиган   | Винс Гиллиган       | 29 сентября 2013 | 10,28               |
| Мистер Уайт возвращается домой, в Нью-Мексико. Он находит своих давнишних партнёров по «Серому веществу», Эллиота и Гретхен Шварц, и просит их передать все оставшиеся у него деньги – около 10 миллионов долларов – своей дочери, Холли, в день её 14-летия. Мистер Уайт говорит им, что если они не выполнят его просьбу, с ними расправятся нанятые им киллеры. Уолтер приходит к Скайлер, чтобы попрощаться с ней и дочерью, а также чтобы передать ей координаты захоронения Хэнка и агента Гомеса. Тем же вечером мистер Уайт приезжает прямо в логово банды Джека Уэлкера и с помощью хитроумного механического устройства расстреливает всех членов преступной организации. Освобождённый Уолтером Джесси уезжает прочь, а истекающий кровью мистер Уайт идёт в лабораторию. Он бросает последний взгляд на хорошо знакомое ему оборудование, поглаживает слабеющими руками сияющие поверхности металлических ёмкостей – прощается с делом всей своей жизни. Прибывшие спустя короткое время полицейские обнаруживают бездыханное тело Уолтера Уайта на цементном полу лаборатории. К тому же Уолтер успевает убить Лидию, отравив её. |            |                                              |                 |                     |                  |                     |